# نادر الشراري
نادر عبد الله الشراري (مواليد 8 مارس 1996) هو لاعب كرة قدم سعودي يلعب حاليًا في نادي النصر.
مثل سابقاً نادي العروبة و انتقل إلى نادي أبها مطلع عام 2020 و انتقل إلى نادي الشباب في صيف 2021 وانتقل إلى نادي النصر في صيف 2025.

## روابط خارجية
- نادر الشراري على موقع قاعدة بيانات كرة القدم.إي يو (الإنجليزية)
- نادر الشراري على موقع Soccerway.com (الإنجليزية)
- نادر الشراري على موقع كووورة